# Johann Oser (Chemiker)

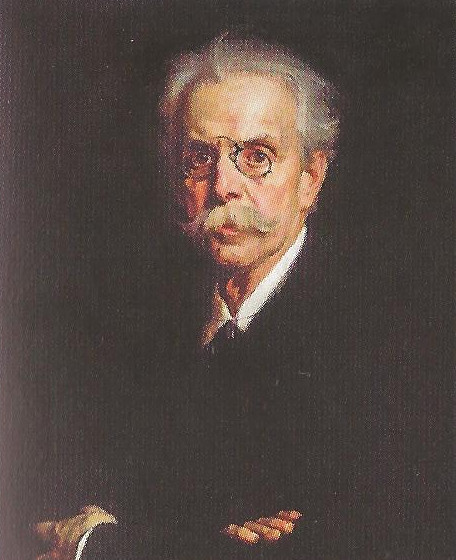
Johann Oser, posthum im Jahr 1928 von Kasimir Pochwalski angefertigtes Gemälde

Johann Nepomuk Oser (* 8. April 1833 in Grafenegg, Niederösterreich; † 1. November 1912 in Wien) war ein österreichischer Chemiker und Hochschullehrer. Er war Rektor der Technischen Hochschule Wien.

## Leben
Oser wurde am 8. April 1833 um 19 Uhr abends in „Grafenegg [Haus] Nr. 3“ geboren und am Tag darauf in der Pfarrkirche Haitzendorf auf die Namen „Joannes Nepomucenus“ getauft. Seine Eltern waren Johann Oser (1799–1866), Forstmeister in Diensten des Grafen August Breuner-Enckevoirt, und Barbara geb. Edlinger (1805–1883). Er besuchte von 1849 bis 1851 die k.k. Forstakademie Mariabrunn. Anschließend studierte er bis 1859 am k.k. Polytechnischen Institut Chemie, in den Jahren 1858/59 und 1860/61 an der Universität Wien, 1859/60 auch in Paris. 1862 promovierte an der Universität Graz zum Dr. phil. 1863 habilitierte er sich an der Universität Wien für Organische Chemie.
Ab 1860 war er als Assistent an der Universität Wien und am Polytechnischen Institut tätig, unter anderem von 1863 bis 1865 bei Anton Schrötter von Kristelli. Ab 1867 war er als Professor für organische Chemie, Bodenkunde und forstlich-chemische Technologie an der Forstakademie Mariabrunn, wo er von 1872 bis 1875 in einer neu errichteten Versuchsstation forschte. Zu seinen damaligen Assistenten zählte Edmund Mach.
1876 wurde er als außerordentlicher Professor an die Technische Hochschule Wien berufen, von 1883 bis zu seiner Emeritierung im Jahr 1902 war er dort ordentlicher Professor für Chemische Technologie anorganischer Stoffe. In den Studienjahren 1882/83 bis 1883/84 war er Dekan der chemischen Fachschule der Hochschule, im Studienjahr 1886/87 wurde er zum Rektor der Technischen Hochschule Wien gewählt. Während seines Rektorates wurde das Hauptgebäude in der Paniglgasse erweitert und Adaptionen am Haus Karlsgasse 8 vorgenommen, außerdem entstanden erste Pläne für den Bau eines Elektrotechnischen Instituts.
Johann Oser unternahm im Auftrag der Regierung Studienreisen zur Holzdestillation und der Gewinnung von Harz. In seiner wissenschaftlichen Arbeit beschäftigte er sich unter anderem mit der Gallussäure, der Gerbsäure der Eiche, der Herstellung des 1,2 Propylenoxyds und der Anwendung des Mondschen Nickelkohlenmonoxyds für technische Zwecke.
Oser wurde zum Hofrat ernannt. Er starb 1912 im Alter von 79 Jahren und wurde am Friedhof Bad Vöslau bestattet.

## Familie
Johann Oser heiratete 1872 Hermine Fanny Josephine Wittgenstein (* 18. April 1844 in Leipzig; † 20. März 1933 in Wien), eine Tochter des Kaufmanns Hermann Christian Wittgenstein. Die Familie war eng mit Johannes Brahms und Clara Schumann befreundet.
Daneben hatte er vier Geschwister:
- Julie Freifrau von Baselli geb. Oser (* 25. März 1835; † 2. Oktober 1873)
- Betty Oser (eigentlich Barbara, * 23. März 1837 Grafenegg; † 18. Januar 1922), die sich als Pianistin betätigte und unverheiratet blieb.
- Emma Preiser geb. Oser (* 29. Juli 1843; † 14. Mai 1931)
- Ernst Oser, k. k. Bezirks-Commissär (* 23. Oktober 1845 Grafenegg; † 25. September 1902 Wien), ab 1874 verheiratet mit Josefine Edle von Rosthorn, einzige Tochter des Wiener Knopffabrikanten Gustav von Rosthorn.[2]

## Publikationen (Auswahl)
- 1866: Analyse des Wassers und der Gase des artesischen Brunnens am Wien-Raaber Bahnhofe, gemeinsam mit F. Reim und Ph. Welselsky, Sbb. Wien, mathematisch-naturwissenschaftliche Klasse I, Band 54, Abteilung 2
- 1876: Über die Gerbsäuren der Eiche, Sbb. Wien, mathematisch-naturwissenschaftliche Klasse I, Band 72, Abteilung 2
- 1879: Die Condensationsproducte der Gallussäure, Sbb. Wien, mathematisch-naturwissenschaftliche Klasse I, Band 79, Abteilung 2
- 1881: Über ein Derivat der Gallussäure, gemeinsam mit W. Kalmann, Sbb. Wien, mathematisch-naturwissenschaftliche Klasse Band 83, Abteilung 2